# Динар (Иль и Вилен)
Динар (фр. Dinard) — коммуна на северо-западе Франции, находится в регионе Бретань, департамент Иль и Вилен, округ Сен-Мало, кантон Сен-Мало-2. Расположена на побережье Ла-Манша, называемом Изумрудный берег (фр. Côte d’Émeraude) в месте впадения в Ла-Манш реки Ранс. На противоположном берегу Ранса находится Сен-Мало. Популярный морской курорт.
Население (2018) — 10 181 человек. 

## История
История Динара связана с легендой о короле Артуре: согласно легенде, король Артур высадился на побережье Ла-Манша на месте нынешнего Динара в 513 году, чтобы построить форт и основать поселение (отсюда одна из версий происхождения названия города, соединение слов "Din" ("fort") и "Arthur", т.е. форт Артура). В Средние века Динар был лишь скромной рыбацкой деревушкой на окраине поселка Сент-Энога. В традиционной бретонской песне An Alarc’h (« Лебедь ») поется о высадке у Динара в 1379 году  бретонского герцога Жана V де Монфора, начавшего отсюда восстановление своего суверенитета над Бретанью, ранее аннексированной французским королем Карлом V.
Жизнь небольшого приморского поселка радикальным образом изменилась в середине XIX века. Начало этому положил американец Уильям Фабер, решивший поселиться в Динаре.  Впечатленный красотой местного побережья, он построил несколько вилл и продал их своим английским друзьям.  После смерти Фабера в 1854 году его жена Лиона продолжила его дело, построив в Динаре англиканскую церковь Святого Варфоломея.  В XIX веке Динар приобрел большую популярность в аристократической и богемной среде Европы и Америки, здесь побывали многие знаменитости, включая английских коронованных особ.
В настоящее время Динар является одним из самых фешенебельных и самым «английским» курортом на французском побережье Ла-Манша.  Сейчас в нем построено 407 вилл и несколько роскошных отелей.

## Достопримечательности
- Гранд отель Динара
- Вилла Рош Брюн на скале
- Вилла Евгения, построенная к несостоявшемуся приезду  императрицы Евгении
- Роскошные виллы и особняки вдоль морского побережья
- Форт на острове Арбур в 3 км от побережья напротив Динара

## Экономика
Структура занятости населения:
- сельское хозяйство — 0,4 %
- промышленность — 15,3 %
- строительство — 4,1 %
- торговля, транспорт и сфера услуг — 51,2 %
- государственные и муниципальные службы — 29,0 %

Уровень безработицы (2018) — 13,2 % (Франция в целом —  13,4 %, департамент Иль и Вилен — 10,4 %). 

Среднегодовой доход на 1 человека, евро (2018) — 23 960 (Франция в целом — 21 730, департамент Иль и Вилен — 22 230).

## Демография
Динамика численности населения, чел.

## Администрация
Пост мэра Динара с 2020 года занимает Арно Сальмон (Arnaud Salmon), член Совета департамента Иль и Вилен от кантона Сен-Мало. На муниципальных выборах 2020 года возглавляемый им правый список победил во 2-м туре, получив 42,24 % голосов (из трех списков).
| Период | Период | Фамилия        | Партия                             | Примечания |
| ------ | ------ | -------------- | ---------------------------------- | --- |
| 1971   | 1989   | Ивон Бурж      | Объединение в поддержку Республики | государственный служащий, президент Регионального совета Бретани, депутат Национального собрания Франции, сенатор, министр обороны (1975-1980) |
| 1989   | 2010   | Мариюс Малле   | Разные правые                      | фармацевт |
| 2010   | 2014   | Сильви Малле   | Разные правые                      | руководитель компании |
| 2014   | 2017   | Мартин Кравейя | Разные правые                      | менеджер по работе с клиентами |
| 2017   | 2020   | Жан-Клод Маэ   | Разные центристы                   | учитель |
| 2020   |        | Арно Сальмон   | Разные правые                      | руководитель компании, член Совета департамента                                                                                                |

## Города-побратимы
- Ньюквей, Англия
- Штарнберг, Германия

## Культура
С 1990 года в Динаре ежегодно проводится фестиваль британского кино. 

## Галерея

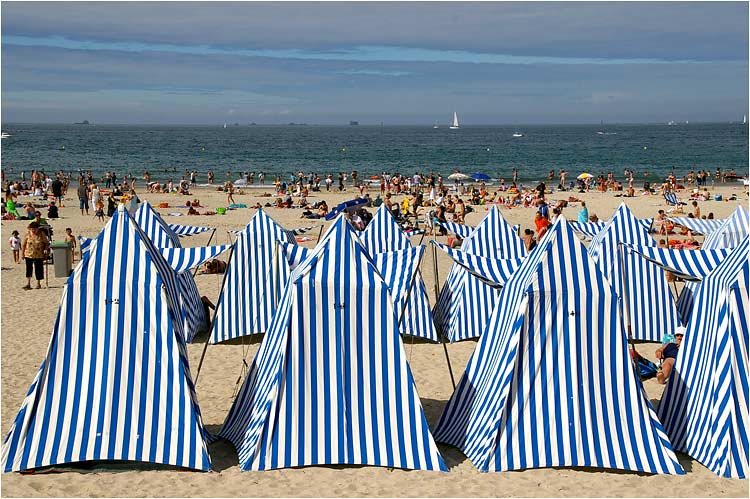
Пляж Динара
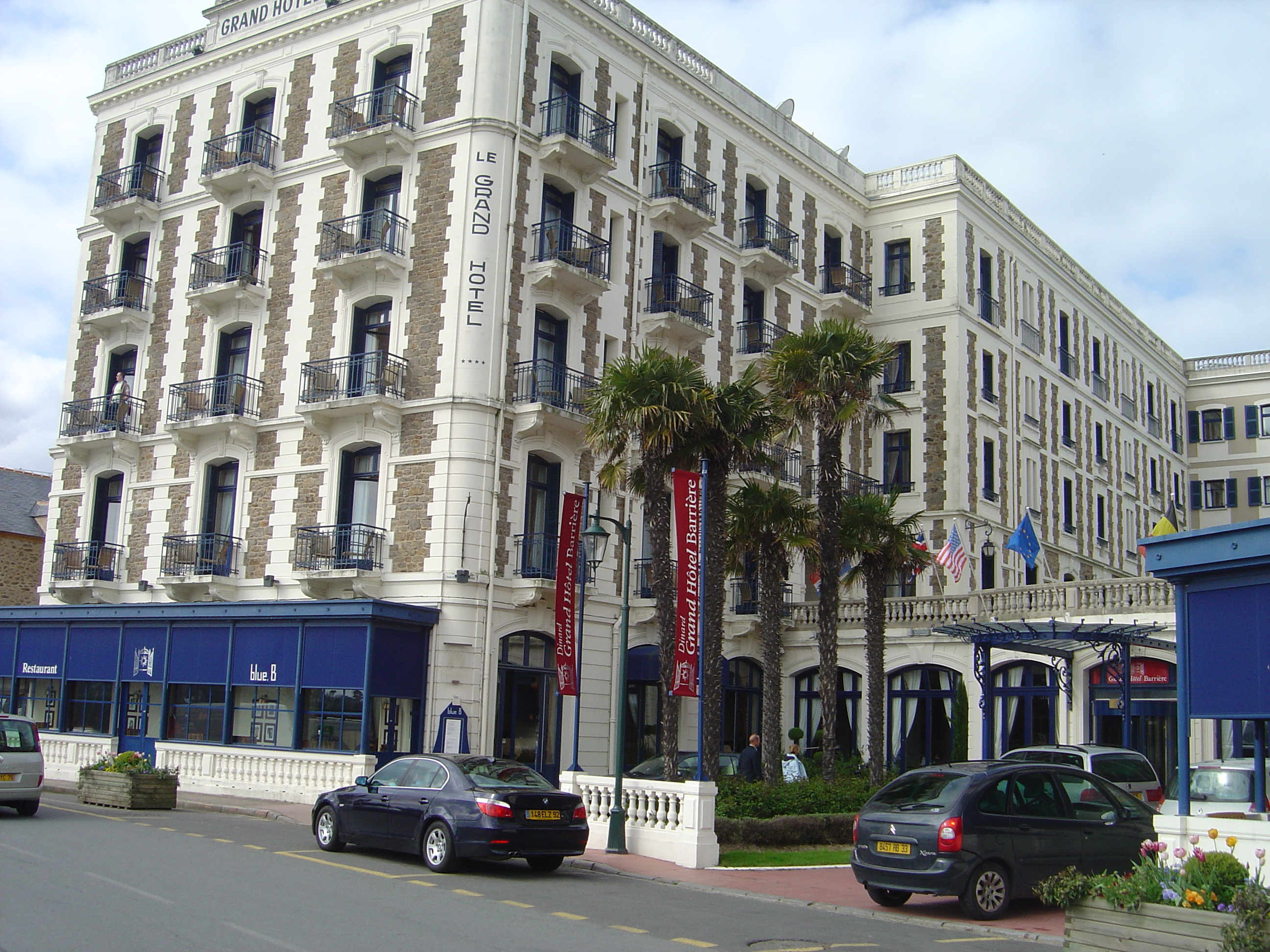
Гранд отель
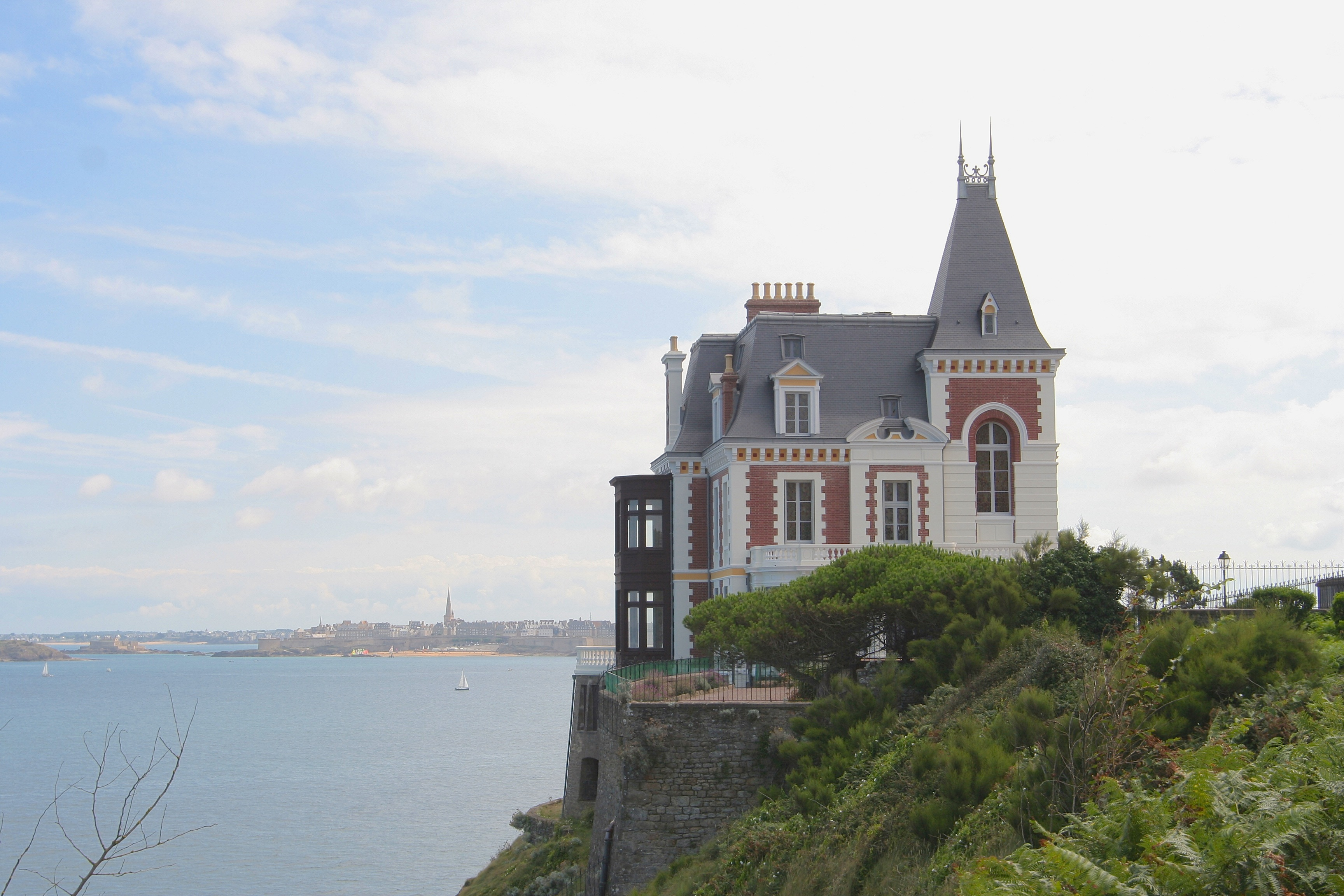
Вилла Рош Брюн
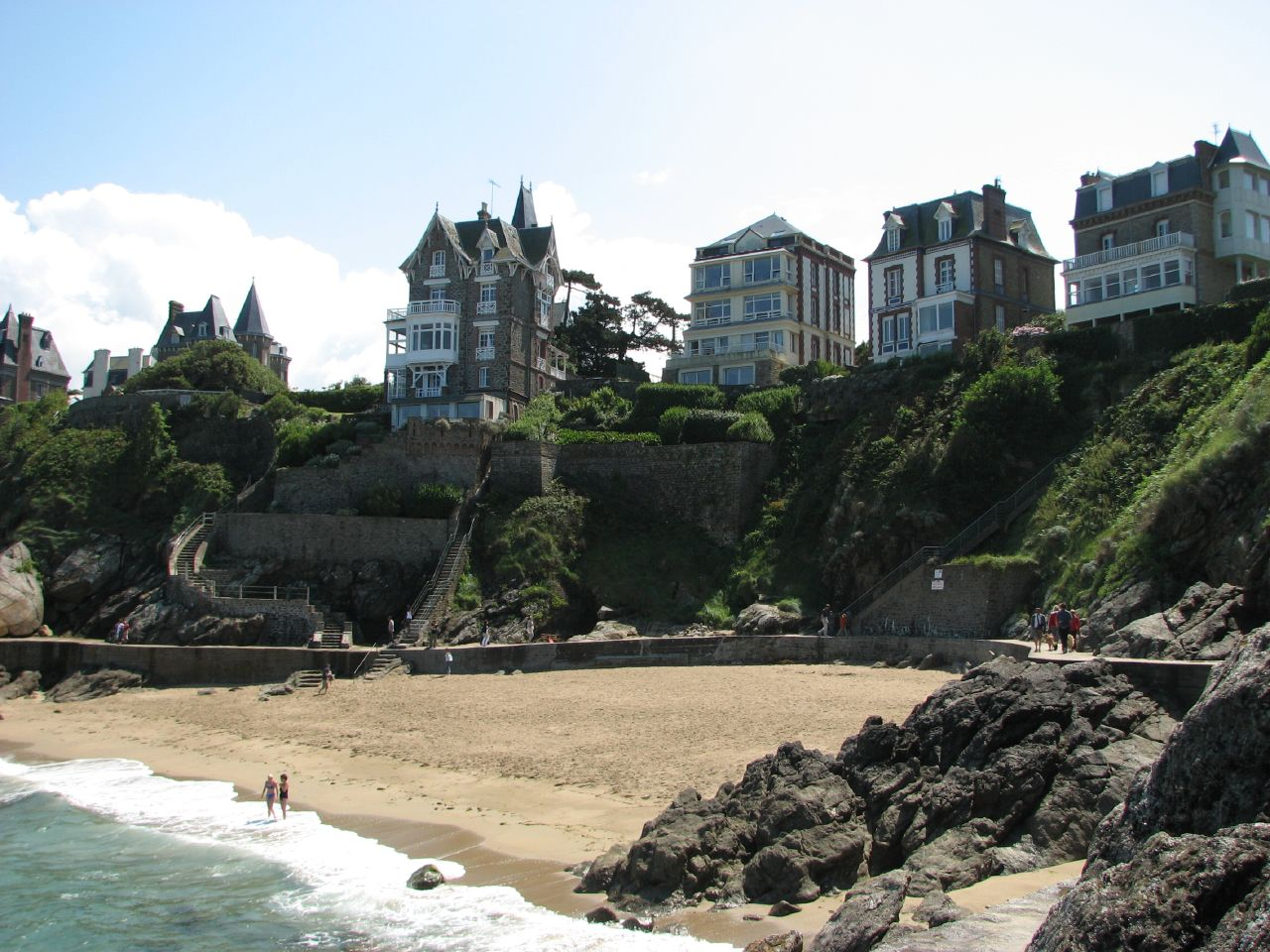
Виллы на побережье

1. 1 2  база данных о французских коммунах — Национальный географический институт Франции, 2015.